# Langerringen
Langerringen är en kommun och ort i Landkreis Augsburg i Regierungsbezirk Schwaben i förbundslandet Bayern i Tyskland.
Kommunen ingår i kommunalförbundet Langerringen tillsammans med kommunen Hiltenfingen.